# Ryūnosuke Tsukigata
Ryūnosuke Tsukigata (月形龍之介, Tsukigata Ryūnosuke), né le 18 mars 1902 et mort le 30 août 1970, est un acteur japonais particulièrement connu pour ses rôles jidaigeki au cinéma et à la télévision. Son véritable nom est Kiyoto Monden.

## Biographie
Né dans la préfecture de Miyagi, Tsukigata entre à l'école d'acteurs de la Nikkatsu en 1920 mais obtient son premier rôle important avec les studios de Shōzō Makino en 1924. Il devient une vedette dans les films du genre chanbara mais s'attire des ennuis lorsqu'il s'enfuit avec Teruko Makino, la fille de Makino, alors qu'il est marié. Il quitte finalement Teruko et retourne au bercail mais le quitte de nouveau afin de lancer sa propre société de production, qui échoue rapidement. Tsukigata continue de travailler pour différents studios et apparaît dans des films réalisés par des maîtres tels que Daisuke Itō, Mansaku Itami et Hiroshi Inagaki. Il est probablement connu du public étranger pour avoir incarné le rival de Sanshiro dans Sanshiro Sugata d'Akira Kurosawa. Après la Seconde Guerre mondiale, il joue des seconds rôles pour les studios de la Tōei mais interprète également des personnages de premier plan comme Tokugawa Mitsukuni (Mito Kōmon) au cinéma et à la télévision.
Ryūnosuke Tsukigata est apparu dans près de 500 films entre 1923 et 1969.

## Filmographie partielle

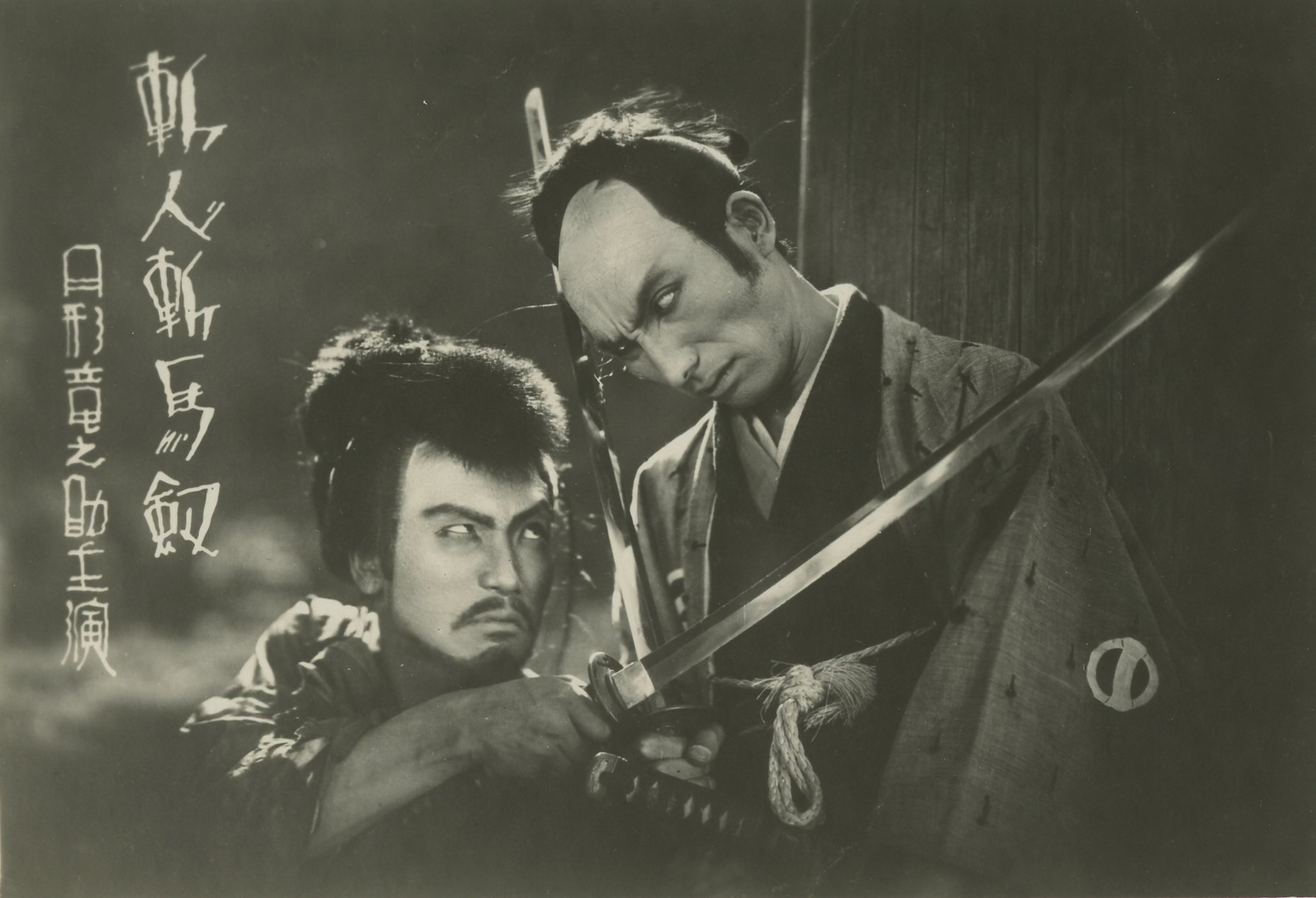
Ryūnosuke Tsukigata (à gauche) dans Le Sabre pourfendeur d'hommes et de chevaux (1929).

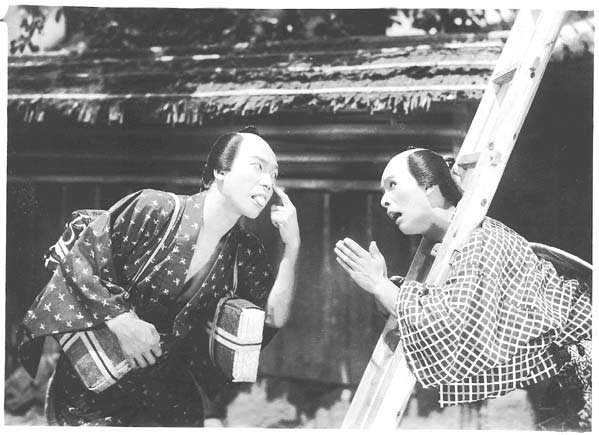
Ryūnosuke Tsukigata et dans Yajikita: Hashigo dōchū (1930).

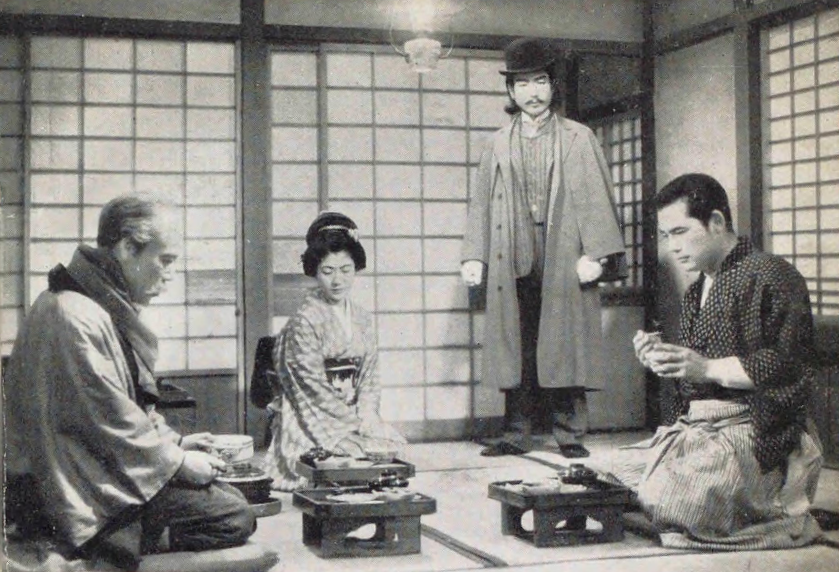
de g. à d. : Takashi Shimura, Yukiko Todoroki, Ryūnosuke Tsukigata et Susumu Fujita dans La Légende du grand judo (1943).

- 1926 : Shura hakkō: Daiichihen (修羅八荒 第一篇?) de Shōzō Makino : Keinosuke Asaka
- 1926 : Shura hakkō: Dainihen (修羅八荒 第二篇?) de Shōzō Makino : Keinosuke Asaka
- 1926 : Shura hakkō: Daisanhen (修羅八荒 第三篇?) de Shōzō Makino : Keinosuke Asaka
- 1929 : Le Sabre pourfendeur d'hommes et de chevaux (斬人斬馬剣, Zanjin zanbaken?) de Daisuke Itō : Raizaburō
- 1929 : Cyrano de Bergerac (白野弁十郎, Shirano Benjūrō?) d'Eiichi Koishi (ja)
- 1930 : Araki Mataemon (荒木又右衛門?) de Reinosuke Aku (ja) : Mataemon Araki
- 1930 : Yajikita: Hashigo dōchū (弥次喜多はしご道中?) de Reinosuke Aku (ja)
- 1935 : Chuji se fait un nom (忠次売出す, Chūji uridasu?) de Mansaku Itami
- 1935 : Nagasaki ryūgakusei (長崎留学生?) d'Akira Nobuchi (en)
- 1936 : Tochuken Kumoemon (桃中軒雲右衛門, Kumoemon Tōchūken?) de Mikio Naruse : Kumoemon Tōchūken
- 1936 : Tange Sazen: Kan'un hissatsu no maki (丹下左膳 乾雲必殺の巻 第一篇?) de Masahiro Makino : Tange Sazen
- 1936 : Tange Sazen: Konryū jubaku no maki (丹下左膳 坤竜呪縛之巻?) de Masahiro Makino : Tange Sazen
- 1937 : Tsukigata Hanpeita (月形半平太?) de Seika Shiba (ja) : Hanpeita Tsukigata
- 1943 : La Légende du grand judo (姿三四郎, Sugata Sanshirō?) d'Akira Kurosawa : Gennosuke Higaki
- 1943 : À deux sabres (二刀流開眼, Nitōryū kaigen?) de Daisuke Itō : Baiken Shishido
- 1943 : L'Homme au pousse-pousse (無法松の一生, Muhōmatsu no isshō?) de Hiroshi Inagaki
- 1945 : La Nouvelle Légende du grand judo (續姿三四郎, Zoku Sugata Sanshirō?) d'Akira Kurosawa : Gennosuke Higaki
- 1951 : Le Palanquin mystérieux (おぼろ駕籠, Oborokago?) de Daisuke Itō
- 1955 : Le Mont Fuji et la Lance ensanglantée (血槍富士, Chiyari Fuji?) de Tomu Uchida : Tōzaburō
- 1957 : Mito Kōmon (水戸黄門?) de Yasushi Sasaki : Mito Kōmon
- 1958 : Isshin Tasuke - Tenka no ichidaiji (一心太助 天下の一大事?) de Tadashi Sawashima
- 1961 : Akō rōshi (赤穂浪士?) de Sadatsugu Matsuda : le seigneur Kira
- 1962 : La Renarde folle (恋や恋なすな恋, Koi ya koi nasuna koi?) de Tomu Uchida : Onono Yosifuru
- 1963 : Les Treize Tueurs (十三人の刺客, Jūsan-nin no shikaku?) d'Eiichi Kudō : Makino
- 1964 : Hitokiri gasa (人斬り笠?) de Sadatsugu Matsuda
- 1964 : Bakuto (博徒?) de Shigehiro Ozawa
- 1965 : Yakuza G-Men: Meiji ankokugai (やくざＧメン 明治暗黒街?) d'Eiichi Kudō
- 1965 : Hana to ryū (花と龍?) de Kōsaku Yamashita
- 1966 : Zoku hana to ryū: Dōkai wan no kettō (続花と龍 洞海湾の決斗?) de Kōsaku Yamashita
- 1967 : Soshiki bōryoku (組織暴力?) de Jun'ya Satō
- 1969 : Furin kazan (風林火山?) de Hiroshi Inagaki

## Distinction
- 1958 : Prix du meilleur acteur dans un second rôle pour son interprétation dans Isshin Tasuke - Tenka no ichidaiji à l'Asia-Pacific Film Festival

### Vidéothèque
- (en) « Scenes at the Shinko talkie studio showing how a japanese classical production is shot », Scènes de tournage du film Nagasaki ryūgakusei (長崎留学生?) (1935) par le réalisateur Akira Nobuchi (en) avec Ryūnosuke Tsukigata, Mitsue Hisamatsu (ja) et Shizuko Mori (ja) [vidéo], sur Newsreels from the UCLA Film & Television Archive (consulté le 14 mai 2023)